# Lijst van voetbalinterlands Armenië - Bosnië en Herzegovina (vrouwen)
Deze lijst van voetbalinterlands is een overzicht van alle officiële voetbalwedstrijden tussen de nationale vrouwenteams van Armenië en Bosnië en Herzegovina. De landen hebben tot nu toe twee keer tegen elkaar gespeeld.

## Wedstrijden
| № | Plaats   | Datum            | Competitie           | Wedstrijd                       | Uitslag |
| - | -------- | ---------------- | -------------------- | ------------------------------- | ------- |
| 1 | Sarajevo | 18 november 2006 | EK 2009 kwalificatie | Bosnië en Herzegovina − Armenië | 1 − 1   |
| 2 | Albena   | 1 juni 2008      | Vriendschappelijk    | Armenië − Bosnië en Herzegovina | 0 − 0   |

## Samenvatting
| Competitie        | Totaal gespeeld | Winst Armenië | Gelijk | Winst Bosnië en Herzegovina | Doelsaldo Armenië – Bosnië en Herzegovina |
| ----------------- | --------------- | ------------- | ------ | --------------------------- | ----------------------------------------- |
| EK-kwalificatie   | 1               | 0             | 1      | 0                           | 1 − 1                                     |
| Vriendschappelijk | 1               | 0             | 1      | 0                           | 0 − 0                                     |
| Totaal            | 2               | 0             | 2      | 0                           | 1 − 1                                     |